# Pseudocatharylla tisiphone
Pseudocatharylla tisiphone là một loài bướm đêm trong họ Crambidae.